# Snoopy no Espaço
Snoopy in Space (bra/prt: Snoopy no Espaço) é uma série de televisão canadense-americana com streaming de animação em flash inspirada nos quadrinhos Peanuts, de Charles M. Schulz. Produzido pela DHX Media, o programa estreou em 1º de novembro de 2019 na Apple TV+.

## Elenco
- Terry McGurrin como Snoopy
- Robert Tinkler como Woodstock
- Ethan Pugiotto (1ª temporada) e Johnatan Phillp Martin (2ª temporada) como Charlie Brown
- Hattie Kragten como Sally Brown
- Christian Dal Dosso como Franklin
- Isabella Leo como Lucy van Pelt
- Wyatt White como Linus van Pelt
- Holly Gorski como Marcie
- Isis Moore como Patty Pimentinha
- Milo Toriel-McGibbon como Rerun van Pelt
- Nicolw Byer como C.A.R.A